# 굿모닝 스포츠
《굿모닝 스포츠》는 대한민국 연합뉴스TV에서 평일 아침 7시 10분에 방송되는 연합뉴스TV의 스포츠 뉴스 프로그램이자 출발 600의 스포츠뉴스 코너이다.

## 진행자
- 왕준호

## 제작진
- PD : 이민경